# Rosz ha-Nikra
Rosz ha-Nikra (hebr. ראש הנקרה) – formacja geologiczna położona na wybrzeżu Morza Śródziemnego w północnej części Izraela.

## Geografia
Są to białe skały kredowe stanowiące zachodnią krawędź grzbietu górskiego Reches ha-Sulam. Morska woda wyżłobiła w skałach malownicze pieczary. Całkowita długość korytarzy wynosi około 200 metrów. Rozchodzą się one w różnych kierunkach. W przeszłości dostęp do nich był jedynie od strony morza i mogli je odwiedzać jedynie doświadczeni płetwonurkowie. Obecnie funkcjonuje tutaj kolej linowa zabierająca turystów na dół do jaskiń. Miejsce to jest położone w bezpośrednim sąsiedztwie granicy z Libanem, jest tutaj nieczynne przejście graniczne Rosz ha-Nikra. W pobliżu jest kibuc Kefar Rosz ha-Nikra.

## Historia

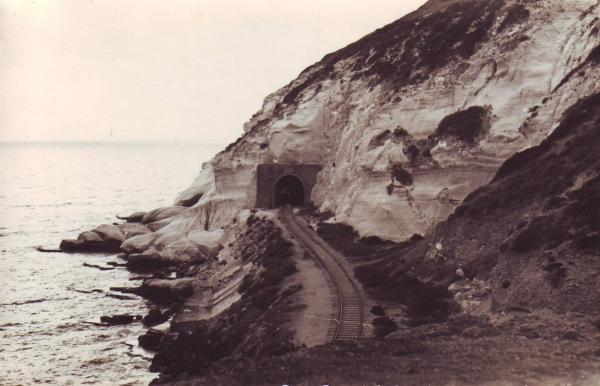
Linia kolejowa w Rosz ha-Nikra, 1964

Pierwotnie przebiegała tędy linia kolejowa z Hajfy do Bejrutu w Libanie. Przy nadmorskich klifach Rosz ha-Nikra podczas II wojny światowej wybudowano most i tunel kolejowy, który miał służyć do transportu wojska. Podczas Wojny domowej w Mandacie Palestyny członkowie żydowskiej organizacji paramilitarnej Hagana wysadzili w dniu 14 marca 1948 tunel w Rosz ha-Nikra. Uczyniono to, aby uniemożliwić wojskom libańskim wkroczenie do Palestyny. Po zakończeniu I wojny izraelsko-arabskiej, na początku 1949, w miejscu tym prowadzono negocjacje i podpisano porozumienie o zawieszeniu broni izraelsko-libańskim. Tunelu jednak nie odbudowano i przejście jest nieczynne.

## Rezerwat przyrody
Od 1965 władze izraelskie rozpoczęły program ochrony przyrody Rosz ha-Nikra. Utworzono wówczas tutaj pierwszy rezerwat przyrody. Obejmował on obszar 31,1 hektarów wysp i jaskiń. W 1966 obszar rezerwatu powiększono o 76,5 hektary, a w 1969 o dodatkowe 50 ha. W 2003 do rezerwatu dołączono 23 hektary sąsiednich plaż nadmorskich.

## Turystyka
Aby ułatwić dostęp turystom do grot, w 1968 wybudowano kolej linową o łącznej długości około 400 metrów. Kolej ma dwa wagoniki (o kolorach żółtym i czerwonym), biorące po 15 osób każdy. Podróż w jedną stronę trwa około minutę.

## Komunikacja
Do Rosz ha-Nikra można dojechać drogą nr 4 (Netiw ha-Asara-Rosz ha-Nikra).

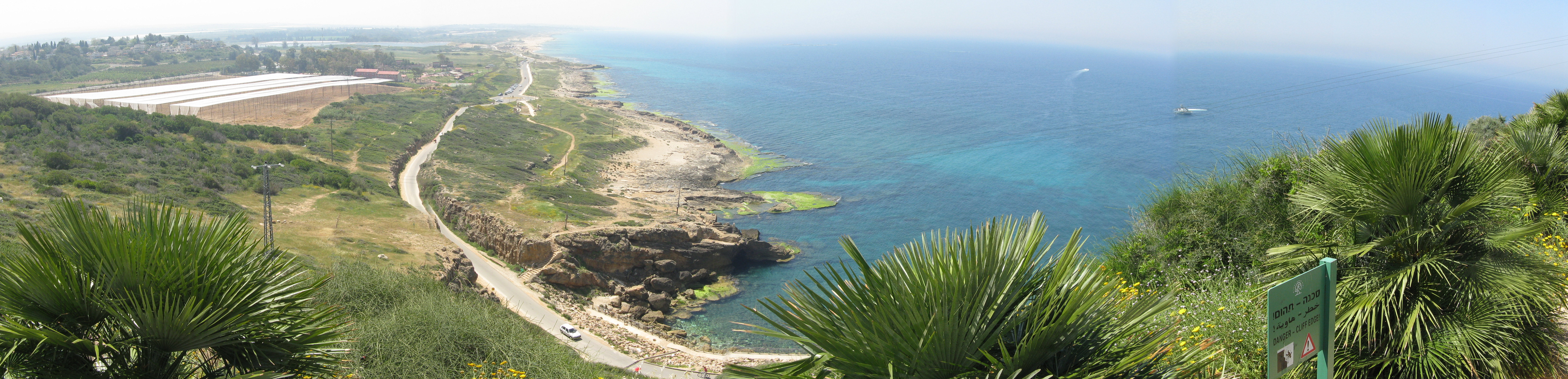
Panorama z Rosz ha-Nikra w kierunku plaż w Izraelu